# Nataliya Matryuk
Nataliya Matryuk (em russo:  Наталія Митрюк; 26 de novembro de 1959) é uma ex-handebolista ucraniana, medalhista olímpica.
Nataliya Matryuk fez parte dos elencos medalha de bronze, de Seul 1988.